# قربانی تمام‌سوز
قربانی تمام‌سوز یا عولاه (عبری: קָרְבַּן עוֹלָה کوربان عولاه) که در زبان‌های اروپایی به واژه هولوکاست ترجمه می‌شود یک نوع قربانی حیوان است که در تورات مورد اشاره قرار گرفته است. این لغت اولین بار در داستان نوح مورد اشاره قرار گرفته است. در زمان وجود معبد اول (معبد سلیمانׁ) و معبد دوم اورشلیم قربانی تمام‌سوز هر روز دو بار در قربانگاه معبد انجام می‌شد. در این مراسم گوشت قربانی به صورت کامل توسط آتش از بین می‌رفت؛ ولیکن پوست حیوان سوزانده نمی‌شد و به کاهنان معبد داده می‌شد.

## ریشه لغوی
لغت عبری عولاه (עֹלָה) در کتاب مقدس ۲۸۹ بار استفاده شده است. معنی لغوی آن چیزی است که در دود بالا رود. ترجمه انگلیسی رایج این لغت «هولوکاست» است. در اولین ترجمه یونانی تورات، این لغت به واژه هولوکاستن ترجمه شده است. امروزه بعضی ترجمه‌های انگلیسی کتاب مقدس آن را به هولوکاست و بعضی به قربانی تمام‌سوز (Burnt Offering) ترجمه می‌کنند.

## در کتاب مقدس
اولین استفاده از لغت عولاه در کتاب مقدس در داستان نوح است. «از هر حیوان وحشی پاکیزه، و هر پرنده پاکیزه گرفت و آنها را به صورت قربانی تمام‌سوز در قربانگاه پیشکش کرد» (کتاب پیدایش، ۸:۲۰). در داستان قربانی کردن اسحاق توسط ابراهیم نیز واژه عولاه مورد استفاده قرار گرفته است. در این داستان ابراهیم قصد داشت اسحاق را به صورت قربانی تمام‌سوز به خداوند تقدیم کند «او را به صورت قربانی تمام‌سوز در بالای یکی از کوه‌ها پیشکش کند» (کتاب پیدایش ۲۲:۲۲). سومین اشاره به عولاه قبل از زمان معبد سلیمان در زمان شعیب پدرزن موسی است. (کتاب خروج، ۱۸:۱۲).

### در قانون موسی
منبع دستور عولاه در قانونی که به موسی داده شد در کتاب خروج ۲۰:۲۴ و سپس در کتاب اعداد ذکر شده است.
چگونگی قربانی کردن گوسفند در کتاب لاویان ۱:۱۱ ذکر شده است:
از این رو قربانی روزانه کوربان عولاه دو مرتبه در روز انجام می‌شد. این کار یکبار در صبح و بار دیگر در عصر انجام می‌گردید. قربانی حتماً باید یک گوسفند می‌بود.

### صورتهای مختلف قربانی
کوربان عولاه معمولاً به عنوان کفاره گناهان، پایان قول نذرین، بعد از بهبود بیماری پوستی، توسط یک زن بعد از زایمان، بعد از خروج مایعات غیرطبیعی از بدن، گرویدن یک جنتیل به یهودیت، یا به صورت داوطلبانه انجام می‌شد. در این حالتها حیوان قربانی می‌توانست حیوانات دیگری نظیر گاو، بز، کبوتر باشد.

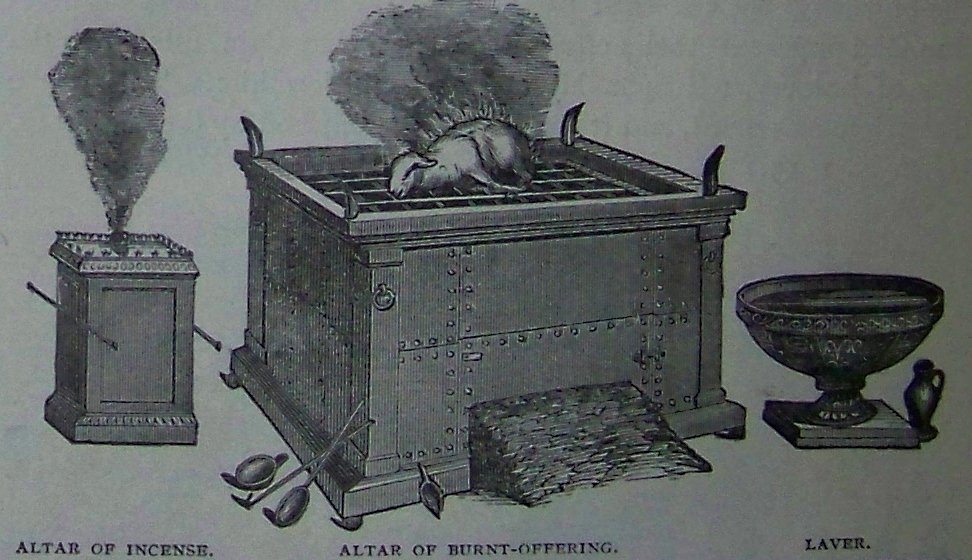
قربانگاه برای قربانی تمام‌سوز در وسط تصویر شده است.

### روش قربانی
ابتدا حیوانات برای نداشتن هر ایرادی مورد معاینه قرار می‌گرفتند. سپس حیوان به شمال قربانگاه منتقل می‌شد و به صورت کوشر ذبح می‌شد. خون قربانی توسط کاهن به صورت دقیقی جمع می‌شد و بر روی قربانگاه پاشیده می‌شد. سپس پوست حیوان کنده می‌شد و پوست آن به کاهنان معبد داده می‌شد. گوشت حیوان به قطعات مختلف تقسیم شده و بر روی آتش قرار می‌گرفت. بعد از اینکه گوشت حیوان به خاکستر تبدیل شده بود، یک کوهن در روز بعد آن خاکستر را جمع کرده و به محلی پاکیزه بیرون از معبد می‌برد.

## در بین یهودیت یونانی شده
در ترجمه یونانی کتاب مقدس لغت عبری عولاه معمولاً به لغت هولوکاست ترجمه می‌شود. در کتاب پیدایش ۲۲:۲ قربانی شدن اسحاق توسط پدرش ابراهیم به عنوان یک هولوکاست مطرح شده است. همچنین به صورت تعجب آوری قربانی شدن انسان توسط آهاز برای خدای بعل به صورت هولوکاست ترجمه شده است.

## در مسیحیت
با اینکه مسیحیت کتاب عهد عتیق را قبول دارد، ولیکن قربانی تمام‌سوز در مسیحیت نقشی ندارد. بعضی مسیحیان به صلیب کشیده شدن عیسی را نوعی از قربانی تمام‌سوز می‌دانند.